# Оксазол
Оксазол-представить класса азолов (пятичленных гетероциклов) с формулой C3H3NO. Является азотосодержащим гетероциклом. Представляет собой 6p-электронную ароматическую систему. Если в фуране одну СН-группу заменить атомом азота, то получатся гетероциклы оксазол и изоксазол.

Оксазолы представляют собой слабые основания, устойчив к действию щелочей, гидролизуется под действием кислот с раскрытием цикла. Вступает в диеновый синтез с соединениями, содержащими активированную кратную связь, с образованием производных фурана или пиридина. Также из них могут получаться двойные соли с хлорной платиной. При кипячении с кислотами они расщепляются.
Оксазол- бесцветная жидкость с запахом пиридина; tкип 69—70 °С; растворяется в большинстве органическиз растворителей. Оксазол — наименее стабильная из циклических систем азолов.
Оксазол в основном получают циклизацией ациламиноацетальдегида (по реакции Робинсона — Габриеля). О. и его производные — промежуточные продукты в синтезе лекарственных и биохимических (аминокислот, пептидов) препаратов, пестицидов, красителей, оптических отбеливателей, текстильно-вспомогательных и др. материалов.